# Pee-wee's Playhouse
Pee-wee's Playhouse è una serie televisiva statunitense, trasmessa dalla CBS dal 1986 al 1990, con protagonista il personaggio immaginario Pee-wee Herman, ideato e interpretato da Paul Reubens, che è anche ideatore e produttore della serie. La serie non è mai stata trasmessa in Italia né doppiata in italiano.

## Trama
La premessa dello show è che il conduttore Pee-wee Herman gioca nella fantastica Playhouse di Puppetland. La casa è piena di giocattoli, gadget, mobili parlanti ed elettrodomestici, come lo Schermo Magico e Chairry; marionette come Conky il Robot e Pterri il piccolo Pteranodonte; Jambi (John Paragon), una testa di genio senza corpo che vive in una scatola di gioielli. La Playhouse è visitata regolarmente da un cast di personaggi umani, tra cui Miss Yvonne (Lynne Marie Stewart), Reba la Postina (S. Epatha Merkerson), il Capitano Carl (Phil Hartman), Cowboy Curtis (Laurence Fishburne) e un gruppo di bambini chiamato la Banda della Playhouse.
Sebbene si tratti principalmente di una commedia live-action, ogni episodio include segmenti con pupazzi, animazioni video e sequenze in chroma key e filmati di repertorio (ad esempio quando Pee-wee salta nel Magic Screen), oltre a sequenze di animazione in argilla (alcune realizzate da Aardman Animations, che in seguito avrebbe realizzato Wallace & Gromit) ed estratti da cartoni animati dell'età d'oro dell'animazione statunitense e di pubblico dominio, solitamente presentati dal personaggio de Il Re dei Cartoni Animati. Ogni episodio presenta una colonna sonora scritta appositamente da musicisti rock e pop come Mark Mothersbaugh (Devo), Todd Rundgren, Mitchell Froom e The Residents. L'interpretazione della sigla dello show è attribuita a Ellen Shaw, sebbene nella sua autobiografia Cyndi Lauper ammetta di essere stata la vera cantante. "Gli dissi che l'avrei cantata io, ma non potevo farla a mio nome perché avrei pubblicato True Colors, che aveva un tono serio. Nel nostro mondo superficiale, la gente non può accettare entrambe le cose contemporaneamente. Così cantai la sigla usando lo pseudonimo di Ellen Shaw. E poi Paul mi rimandò una cassetta che era così esilarante in cui cantavo la sigla con lui, dicendo: 'Oh no! La mia carriera è rovinata, oh no!'" È un matto, lo adoro." Nonostante fosse rivolto ai bambini, lo spettacolo includeva anche un po' di umorismo per adulti, come la civettuola Miss Yvonne.
La serie presenta numerose gag, temi e stratagemmi ricorrenti. Ogni episodio di solito contiene una gag ricorrente specifica per quell'episodio, oppure un evento o un dilemma specifico che mandava Pee-wee in delirio emotivo. All'inizio di ogni episodio, agli spettatori viene rivelata la "parola segreta" del giorno (spesso pronunciata da Conky il Robot) e viene chiesto loro di "urlare a squarciagola" ogni volta che un personaggio pronuncia quella parola.

## Episodi
| Stagione         | Episodi | Prima TV |
| ---------------- | ------- | -------- |
| Prima stagione   | 13      | 1986     |
| Seconda stagione | 10      | 1987     |
| Terza stagione   | 2       | 1989     |
| Quarta stagione  | 10      | 1989     |
| Quinta stagione  | 10      | 1990     |

## Personaggi e interpreti

### Personaggi umani
- Pee-wee Herman, interpretato da Paul Reubens.
- Miss Yvonne, interpretata da Lynne Marie Stewart.
- Cowboy Curtis, interpretato da Laurence Fishburne.
- Captain Carl, interpretato da Phil Hartman.
- Reba the Mail Lady, interpretata da S. Epatha Merkerson.
- The King of Cartoons, interpretato da Gilbert Lewis (statione 1) e da William Marshall (stationi 2-5).
- Tito, interpretato da Roland Rodriguez.
- Ricardo, interpretato da Vic Trevino.
- Mrs. Steve, interpretata da Shirley Stoler.
- Mrs. Rene, interpretata da Suzanne Kent.
- Dixie, interpretato da Johann Carlo.
- The Playhouse Gang (stagione 1):
  - Opal, interpretata da Natasha Lyonne
  - Elvis, interpretato da Shaun Weiss
  - Cher, interpretata da Diane Yang
- The Playhouse Gang (stagione 2):
  - Fabian, interpretato da Vaughn Tyree Jelks.
  - Li'l Punkin, interpretata da Alisan Porter.
  - Rapunzel, interpretata da Stephanie Walski.

### Pupazzi e oggetti
- Jami The Genie, interpretato da John Paragon.
- Roosevelt, interpretato da un cane anonimo.
È il cane di Pee-wee, che capisce che cosa dica. Uno dei suoi addestratori è il fratello minore di Paul Reubens, Luke Rubenfeld.

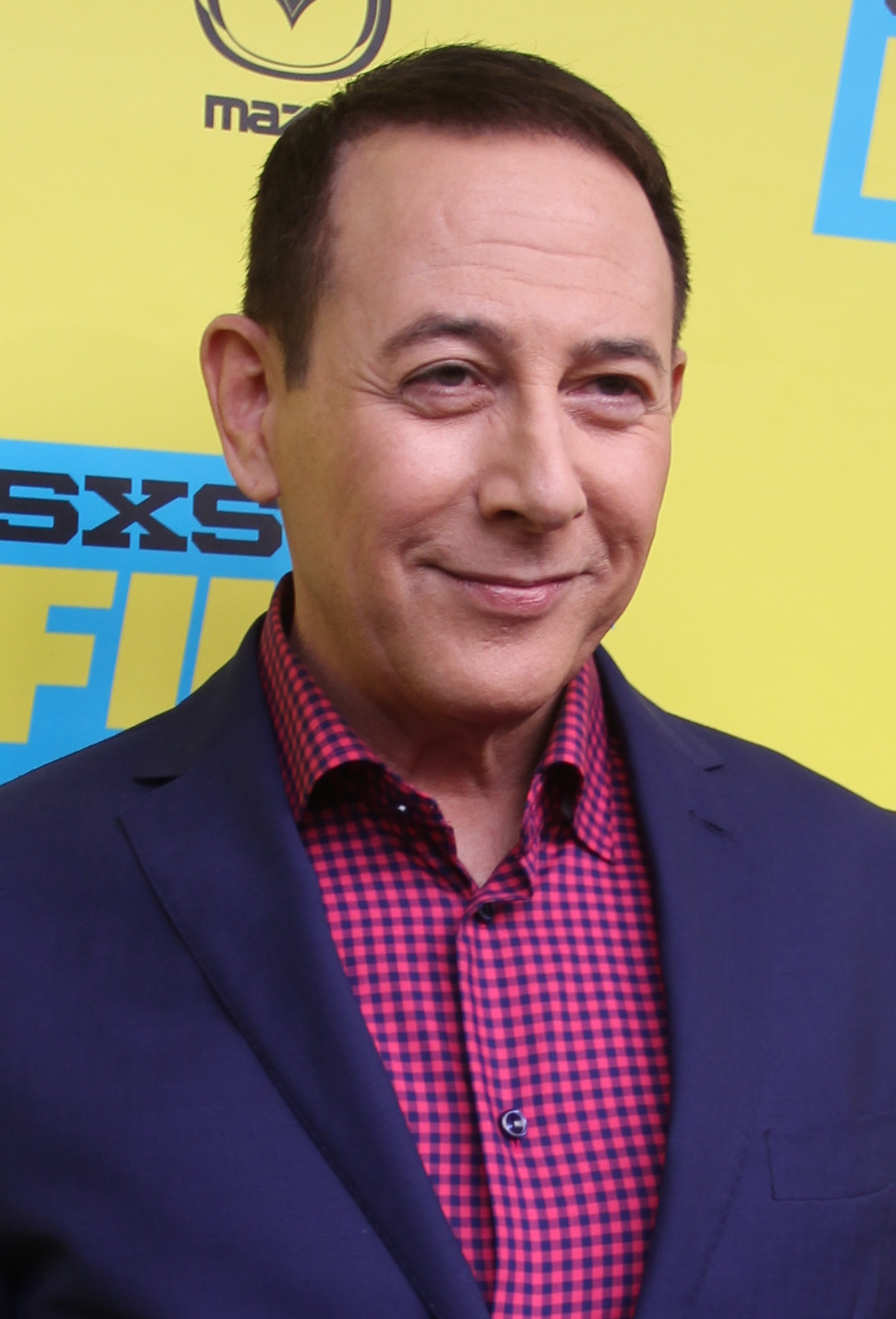
Paul Reubens, interprete di Pee-wee Herman
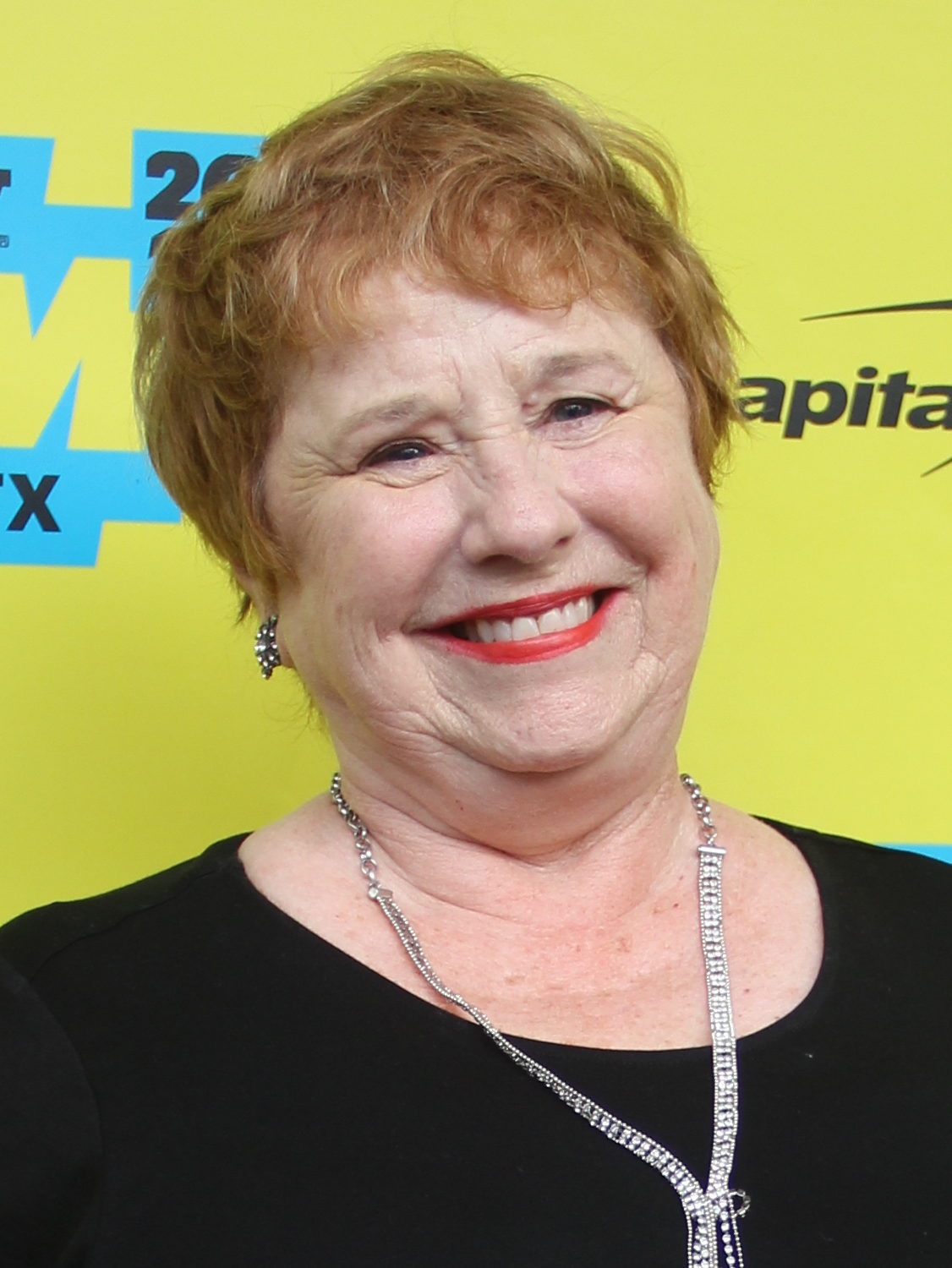
Lynne Marie Stewart, interprete di Miss Yvonne
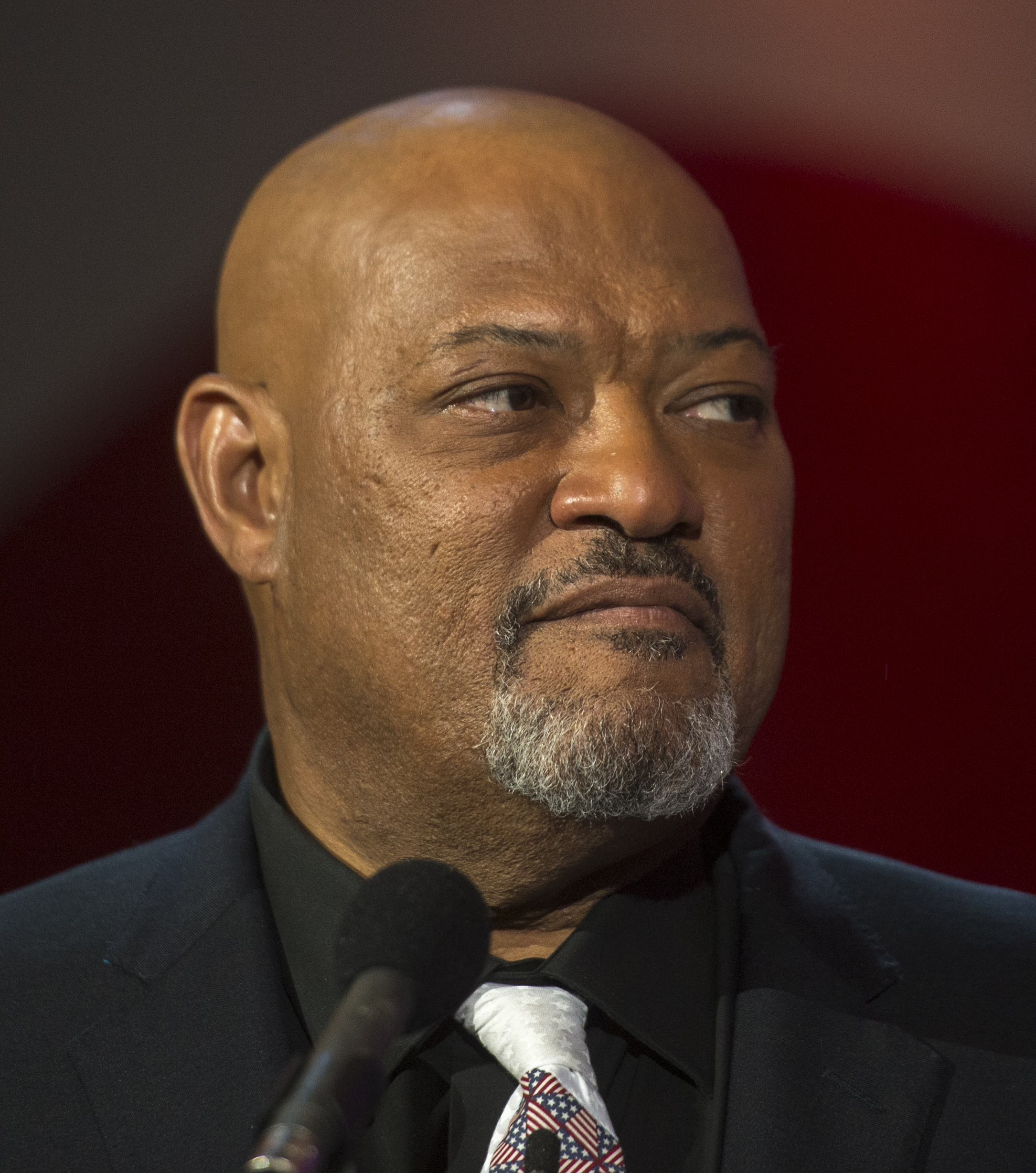
Laurence Fishburne, interprete di Cowboy Curtis
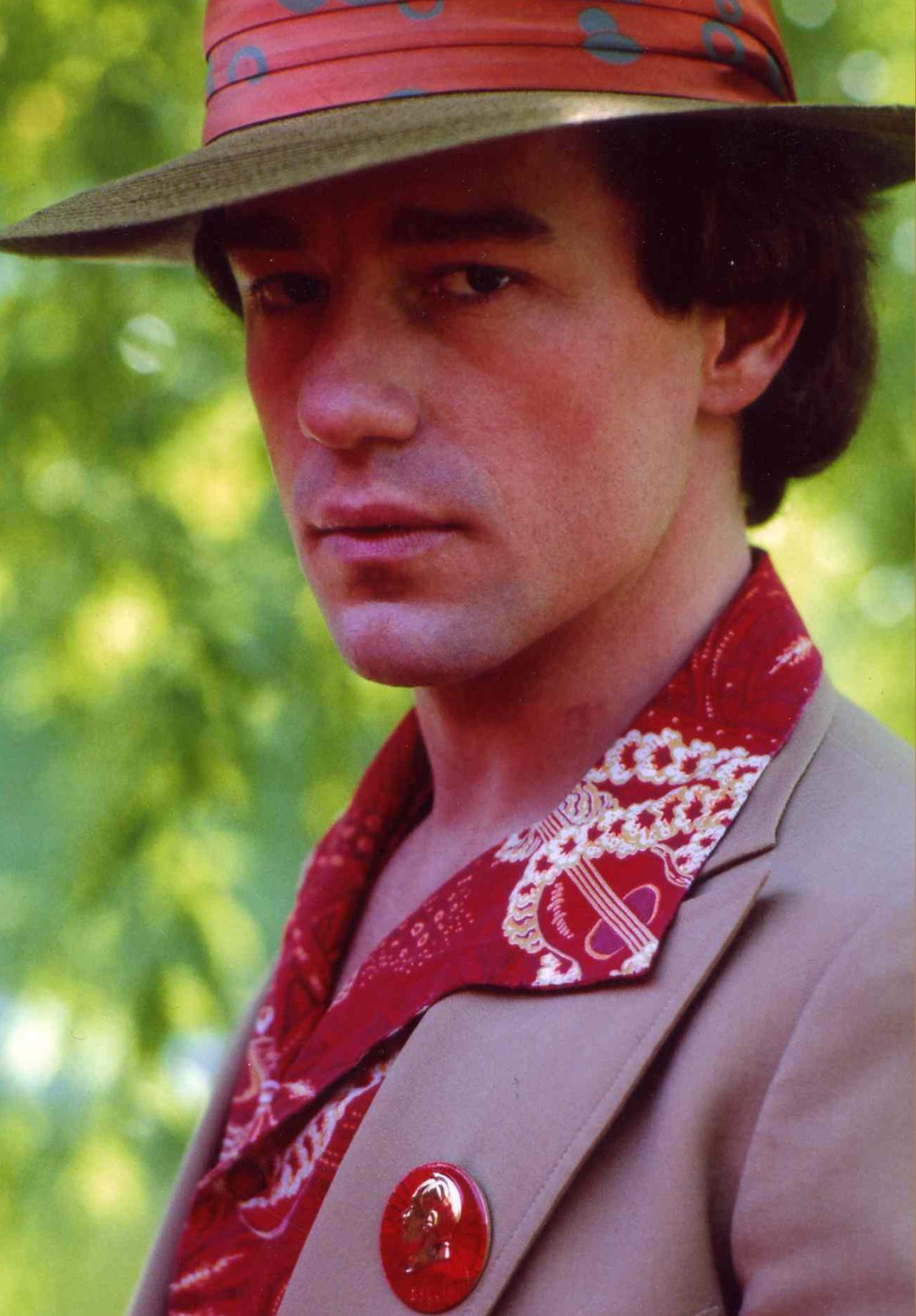
Phil Hartman, interprete di Captain Carl
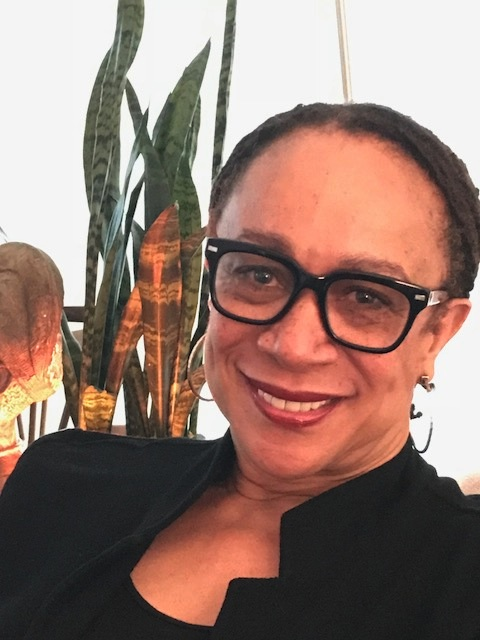
S. Epatha Merkerson, interprete di Reba the Mail Lady
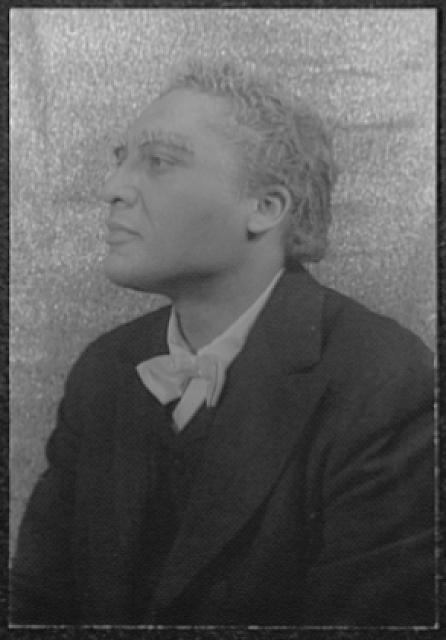
William Marshall, secondo interprete di The King of Cartoons
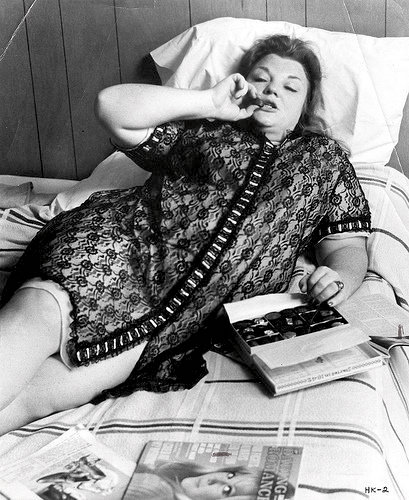
Shirley Stoler, interprete di Mrs. Steve
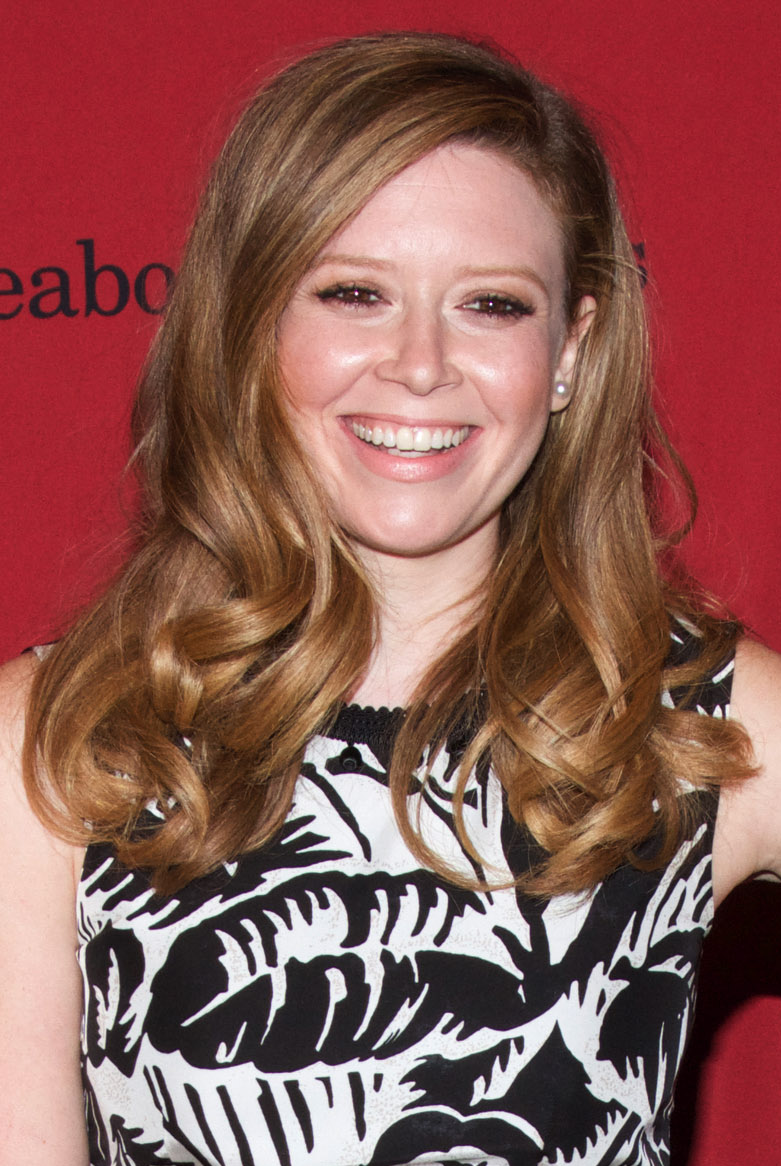
Natasha Lyonne, interprete di Opal
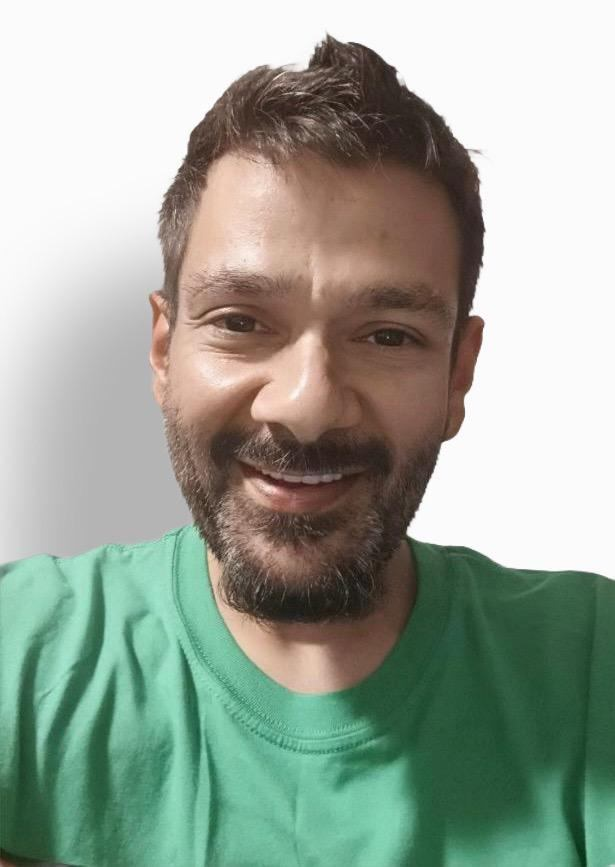
Shaun Weiss, interprete di Elvis
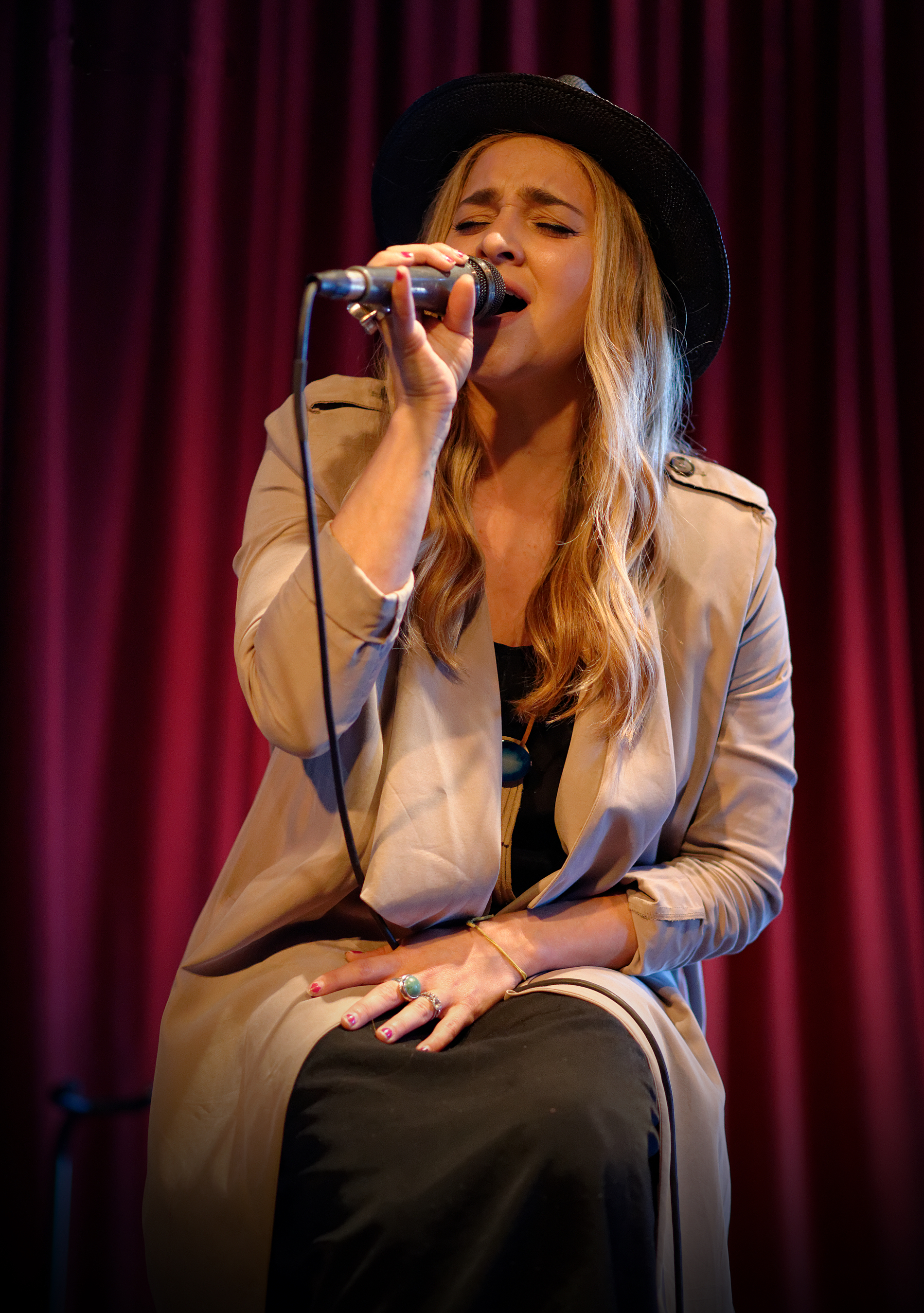
Alisan Porter, interprete di Li'l Punkin

## Produzione
La CBS e Reubens concordarono di terminare la serie alla fine della stagione 1990-91, dopo cinque stagioni e 45 episodi. L'ultimo episodio originale andò in onda il 17 novembre 1990. Nel luglio 1991, Reubens venne arrestato per essersi esibito in un cinema per adulti di Sarasota, in Florida, cosa che spinse la CBS a interrompere immediatamente la trasmissione delle repliche di Playhouse, che originariamente avrebbero dovuto andare in onda fino a settembre 1991. Lo spettacolo venne sostituito dalle repliche di The Adventures of Raggedy Ann and Andy.

## Merchandising
- Nel 2018 la Funko, nella sua linea di action figure caricaturali Pop!, ha commercializzato alcuni personaggi della serie televisiva Pee-wee's Playhouse. La serie comprende: Pee-wee (n. 644), Miss Yvonne (n. 645) e Chairry & Pterri (n. 646).[9][10]